# Aywaille
Aywaille là một đô thị tọa lạc ở vùng Wallonia, tỉnh Liège. Tại thời điểm ngày 1 tháng 1 năm 2006, Aywaille có dân số 10.910 người. Tổng diện tích là 79,97 km² với mật độ dân số là 136 người trên mỗi km². Danh xưng dân Aywaille gọi là "Aqualiens". Aywaille nằm bên bờ sông Amblève.